# Etsuko Handa
Etsuko Handa (半田 悦子 Handa Etsuko?), född 10 maj 1965, är en japansk tidigare fotbollsspelare.
Etsuko Handa debuterade för Japans landslag den 7 juni 1981 i en 0–1-förlust mot Taiwan. Hon spelade 75 landskamper för det japanska landslaget. Hon deltog bland annat i fotbolls-VM 1991, 1995 och OS 1996.